# Долорес Медіо

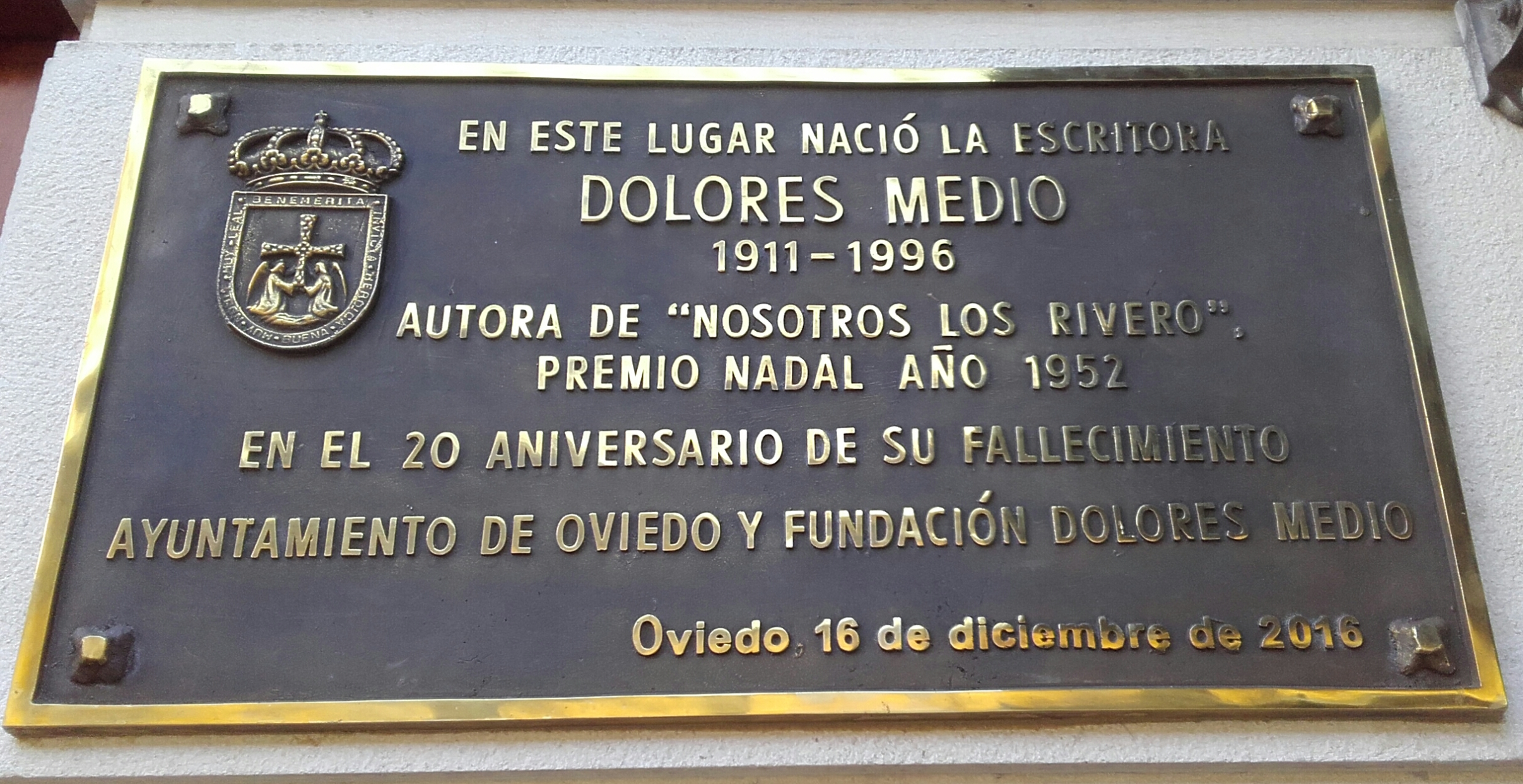
Меморіальна дошка

Доло́рес Ме́діо (ісп. Dolores Medio, повне ім'я: Марі́я Доло́рес Ме́діо Естра́да / María Dolores Medio Estrada; *16 грудня 1911, Ов'єдо — 16 грудня 1996, там же) — іспанська письменниця, лавреатка премії Надаля (1952) за твір Nosotros, los Rivero. Більшість літературознавців включають її до Покоління 36-го року.

## Біографія
Вивчала педагогіку, працюючи вчителем у Наві, Астурія, доки 1945 року не виграла нагороду Concha Espina на конкурсі, організованому національним тижневиком Domingo con Nina, та переїхала до Мадрида, де почала співпрацю з часописом під псевдонімом Амаранта, і вже там вступила в Школу журналістики. Почала практикуватися в літературі, не полишаючи освіту, допоки в 1952 році не отримала нагороду Надаля за Nosotros, los Rivero. Здобутий успіх дозволив їй залишити школу і повністю присвятити себе літературі. Вона долучилася до кола, яке по праву називають «справжньою мадридською богемою», ставши успішною авторкою.
У 1963 році почала роботу над трилогією Los que vamos a pie con Bibiana, в якій виклала факти (автобіографічні, як і в більшості її творів), пов'язані з демонстрацією на підтримку шахтарів, що спричинило її ув'язнення, що в свою чергу послужило сюжетною основою для твору Celda común, а також здобула премію Sésamo за твір Andrés.
La otra circunstancia продовжила трилогію в 1972 році. У 1982 опублікувала оповідання El urogallo, написане між 1936 та 1939 роками, що не було надруковане через проблеми з цензурою.
Вона є однією з найчільніших представників соціальної літератури в Іспанії, а також соцреалістичної естетики, що була високо оцінена у 1950-ті, але вже наступного десятиліття втратила свої провідні позиції.
У 1981 році вона створила іменний фонд, якому пожертвувала всі свої статки, що заснував премію за роман «Asturias».
У 1988 році Долорес Медіо повернулася до рідного міста Ов'єдо, який нарік її "улюбленою дочкою" та була нагороджена срібною медаллю Астурії.
У 2003 році мерія Ов'єдо на площі, яка носить її ім'я, вшанувала пам'ять письменниці, встановивши її погруддя роботи скульптора Морраса.  

## Творчість
Доробок Долорес Медіо — обширний і різний, охоплює близько 25 томів, і це не враховуючи її неопубліковані твори, на зразок дитячих і підліткових, або тих, які не пропустила цензура.
Бібліографія
- Nina (1946)
- El milagro de la noche de Reyes (1948)
- Nosotros, los Rivero (1953)
- Compás de espera (1954)
- Mañana (1954)
- Funcionario público (1956)
- El pez sigue flotando (1959)
- Diario de una maestra (1961)
- Bibiana (1963)
- El señor García (1966)
- Biografía de Isabel II de España (1966)
- Andrés (1967)
- Guía de Asturias (1968)
- Selma Lagerlöf (1971)
- La otra circunstancia (1972)
- Farsa de verano (1973)
- El bachancho (1974)
- El fabuloso imperio de Juan sin Tierra (1977)
- Atrapados en la ratonera: Memorias de una novelista (1980)
- El urogallo (1982)
- La última Xana: narraciones asturianas (1986)
- Oviedo en mi recuerdo (1990)
- En el viejo desván (Memorias) (1991)
- ¿Podrá la ciencia resucitar al hombre? (1991)
- Celda común (1996)

Українською надруковані 2 новели Медіо Долорес — «Андрес» (у перекладі Г. В. Латника) і «Несправедливість» (у перекладі Г. Філіпчука), що ввійшли до збірника «Світло у вікні.
Сучасна іспанська новела» (1986), який став книгою 47 у серії «Зарубіжна новела».